# Scaphytopius
Scaphytopius är ett släkte av insekter. Scaphytopius ingår i familjen dvärgstritar.

## Dottertaxa tillScaphytopius, i alfabetisk ordning[1]
- Scaphytopius abbreviatus
- Scaphytopius abutus
- Scaphytopius acuminatus
- Scaphytopius acutus
- Scaphytopius aequinoctialis
- Scaphytopius aequus
- Scaphytopius alas
- Scaphytopius albascutellus
- Scaphytopius albifrons
- Scaphytopius albocephalus
- Scaphytopius albocinctus
- Scaphytopius albolutescens
- Scaphytopius albomarginatus
- Scaphytopius altus
- Scaphytopius amazonicus
- Scaphytopius amplinotus
- Scaphytopius anadamus
- Scaphytopius analis
- Scaphytopius andromus
- Scaphytopius angustatus
- Scaphytopius anisacanus
- Scaphytopius anticus
- Scaphytopius apertus
- Scaphytopius appendiculatus
- Scaphytopius arcuatus
- Scaphytopius argutus
- Scaphytopius atrafrons
- Scaphytopius atrifrons
- Scaphytopius barroensis
- Scaphytopius bifidellus
- Scaphytopius biflavus
- Scaphytopius bolivianus
- Scaphytopius brevis
- Scaphytopius brunneus
- Scaphytopius caldwelli
- Scaphytopius californiensis
- Scaphytopius calliandrus
- Scaphytopius campester
- Scaphytopius canus
- Scaphytopius carasensis
- Scaphytopius carenatus
- Scaphytopius celtidis
- Scaphytopius chiquitanus
- Scaphytopius cinctus
- Scaphytopius cinereus
- Scaphytopius collaris
- Scaphytopius contractus
- Scaphytopius cornutus
- Scaphytopius cruzianus
- Scaphytopius cumbresus
- Scaphytopius curtus
- Scaphytopius delongi
- Scaphytopius deltensis
- Scaphytopius desertanus
- Scaphytopius diabolus
- Scaphytopius dilatus
- Scaphytopius divisus
- Scaphytopius dodonanus
- Scaphytopius dorsalis
- Scaphytopius dubius
- Scaphytopius duocolorus
- Scaphytopius eburneus
- Scaphytopius elongatus
- Scaphytopius expansus
- Scaphytopius falcatus
- Scaphytopius fasciatus
- Scaphytopius ferruginosus
- Scaphytopius flavens
- Scaphytopius flavifrons
- Scaphytopius fluxus
- Scaphytopius frontalis
- Scaphytopius fuliginosus
- Scaphytopius fulvostriatus
- Scaphytopius fulvus
- Scaphytopius furcifer
- Scaphytopius fuscicephalus
- Scaphytopius fuscifrons
- Scaphytopius goodi
- Scaphytopius graneticus
- Scaphytopius guterranus
- Scaphytopius hambletoni
- Scaphytopius hebatus
- Scaphytopius heldoranus
- Scaphytopius hilaris
- Scaphytopius hymenocleae
- Scaphytopius iadmon
- Scaphytopius insolitus
- Scaphytopius irroratus
- Scaphytopius irrorellus
- Scaphytopius isabellinus
- Scaphytopius jandacephalus
- Scaphytopius jocosus
- Scaphytopius labellus
- Scaphytopius latens
- Scaphytopius latidens
- Scaphytopius latus
- Scaphytopius limbatus
- Scaphytopius limbramentus
- Scaphytopius lineacephalus
- Scaphytopius lineafrons
- Scaphytopius lineus
- Scaphytopius linnavuorii
- Scaphytopius loricatus
- Scaphytopius lumenotus
- Scaphytopius luteus
- Scaphytopius maculosus
- Scaphytopius magdalensis
- Scaphytopius marginelineatus
- Scaphytopius marginellus
- Scaphytopius marginifrons
- Scaphytopius meridianus
- Scaphytopius modicus
- Scaphytopius monticolus
- Scaphytopius nanus
- Scaphytopius nasutus
- Scaphytopius neloricatus
- Scaphytopius nigricollis
- Scaphytopius nigrifrons
- Scaphytopius nigrinotus
- Scaphytopius nigriviridis
- Scaphytopius nitridus
- Scaphytopius obajuba
- Scaphytopius obatubira
- Scaphytopius oinomaos
- Scaphytopius oregonensis
- Scaphytopius osborni
- Scaphytopius pallescens
- Scaphytopius pallidicapitatus
- Scaphytopius pallidiscutus
- Scaphytopius pallidus
- Scaphytopius paraguayensis
- Scaphytopius parallelus
- Scaphytopius paulistanus
- Scaphytopius pennatus
- Scaphytopius peruigua
- Scaphytopius picturata
- Scaphytopius piperatus
- Scaphytopius plummeri
- Scaphytopius quinquenotus
- Scaphytopius radiatus
- Scaphytopius retusus
- Scaphytopius rotundiceps
- Scaphytopius rubellus
- Scaphytopius rubidus
- Scaphytopius rubranotus
- Scaphytopius saginatus
- Scaphytopius schuezi
- Scaphytopius scriptus
- Scaphytopius scutellatus
- Scaphytopius serratus
- Scaphytopius serrellus
- Scaphytopius slossoni
- Scaphytopius spadix
- Scaphytopius speciosus
- Scaphytopius spinosus
- Scaphytopius stonei
- Scaphytopius subniger
- Scaphytopius sulphureus
- Scaphytopius thea
- Scaphytopius torridus
- Scaphytopius transversalis
- Scaphytopius triangularis
- Scaphytopius trilineatus
- Scaphytopius tripunctatus
- Scaphytopius utahensis
- Scaphytopius verecundus
- Scaphytopius vermiculatus
- Scaphytopius vinculatus
- Scaphytopius vinculus
- Scaphytopius virescens
- Scaphytopius viridicephalus
- Scaphytopius vittifrons